# Симптом Кернига
Симпто́м Ке́рнига — симптом, являющийся одним из важных и ранних признаков раздражения мозговых оболочек при менингите, кровоизлияниях под оболочки и некоторых других состояниях. Назван по имени описавшего его российского терапевта Владимира Михайловича Кернига (1840—1917).

## Методика выявления
Проверяется этот симптом следующим образом: нога больного, лежащего на спине, пассивно сгибается под углом 90° в тазобедренном и коленном суставах (первая фаза проводимого исследования), после чего обследующий делает попытку разогнуть эту ногу в коленном суставе (вторая фаза). При наличии у больного менингеального синдрома разогнуть его ногу в коленном суставе оказывается невозможным в связи с рефлекторным повышением тонуса мышц-сгибателей голени; при менингите этот симптом в равной степени положителен с обеих сторон. Вместе с тем надо иметь в виду, что при наличии у больного гемипареза, на стороне пареза в связи с изменением мышечного тонуса симптом Кернига может быть отрицательным. Однако у пожилых людей, особенно при наличии у них мышечной ригидности, может возникнуть ложное представление о положительном симптоме Кернига
.